# Dusona confusa
Dusona confusa là một loài tò vò trong họ Ichneumonidae.